# Welfenschatz (Liste)
Diese Liste enthält die Einzelstücke des sogenannten Welfenschatzes, einst Reliquienschatz des Braunschweiger Doms. Sie umfasst zum einen die 82 in den Katalogen von 1891 und 1930 verzeichneten Objekte, zum anderen aber auch solche, die später als Teil des Welfenschatzes identifiziert wurden.

## Kataloge von 1891 und 1930
Die Nummerierungen von 1891 wurden dem ersten, nach wissenschaftlichen Maßstäben erstellten Katalog der Sammlung Der Reliquienschatz des Hauses Braunschweig-Lüneburg von Wilhelm Anton Neumann entnommen. Die Nummerierungen von 1930 entstammen dem Katalog der Ausstellung Der Welfenschatz, die im selben Jahr im Berliner Schlossmuseum sowie im Städelschen Kunstinstitut Frankfurt gezeigt wurde.
| Nr. (1891) | Nr. (1930) | Nr. (1985) | Bezeichnung                                                                                          | Entstehungszeit                                              | Verbleib | Bemerkung | Abbildung |
| ---------- | ---------- | ---------- | --- | ------------------------------------------------------------ | --- | --- | --------- |
| 1          | 1          | 9          | Welfenkreuz                                                                                          | 1. Hälfte 12. Jahrhundert                                    | Kunstgewerbemuseum Berlin, W 1                                                                                  | Commons : Welfenkreuz – Sammlung von Bildern, Videos und Audiodateien                                                                             |           |
| 78         | 2          | 1          | Cumberland-Medaillon (Christus-Medaillon in Kupferzellenschmelz)                                     | 08. Jahrhundert                                              | Cleveland Museum of Art, 1930.504                                                                               | ältestes Objekt im Welfenschatz |           |
| 2          | 3          | 2          | Erstes Gertrudiskreuz                                                                                | 1040 (ungefähre Angabe)                                      | Cleveland Museum of Art, 1931.55                                                                                | Liudolf (Friesland) |           |
| 3          | 4          | 3          | Zweites Gertrudiskreuz                                                                               | 1040 (ungefähre Angabe)                                      | Cleveland Museum of Art, 1931.461                                                                               | |           |
| 13         | 5          | 4          | Tragaltar der Gräfin Gertrud                                                                         | 1038 (ungefähre Angabe)                                      | Cleveland Museum of Art, 1931.462.a                                                                             | |           |
| 15         | 6          | 6          | Tragaltar mit getriebenen Silberfiguren                                                              | 1075 (ungefähre Angabe)                                      | Kunstgewerbemuseum Berlin, W 2                                                                                  | | Abb.      |
| 38         | 7          | 29         | Reliefikone mit Hl. Demetrios, Demetriustafel                                                        | 12. Jahrhundert                                              | Kunstgewerbemuseum Berlin, W 3                                                                                  | |           |
| 20         | 8          | 34         | Tafelförmiger Tragaltar mit Achatplatte                                                              | 12. Jahrhundert                                              | Kunstgewerbemuseum Berlin, W 4                                                                                  | |           |
| 16         | 9          | 30         | Tafelförmiger Tragaltar mit Bergkristallplatte                                                       | 12. Jahrhundert                                              | Kunstgewerbemuseum Berlin, W 5                                                                                  | |           |
| 80         | 10         | 31         | Horn des Heiligen Blasius                                                                            | 12. Jahrhundert                                              | Cleveland Museum of Art, 1930.740                                                                               | Olifant |           |
| 34         | 11         | 40         | Rechteckiger Kasten mit bemalten Elfenbeinplättchen                                                  | 12. Jahrhundert                                              | Kunstgewerbemuseum Berlin, W 6                                                                                  | |           |
| 33         | 12         | 32         | Turmförmiger Kasten, mit Elfenbein belegt                                                            | 12. Jahrhundert                                              | Cambridge (Massachusetts), Fogg Art Museum, 1931.52                                                             | |           |
| 35         | 13         | 61         | Achtseitiger Deckelkasten mit Bleibeschlag                                                           | 14. oder 15. Jahrhundert                                     | Kunstgewerbemuseum Berlin, W 7                                                                                  | |           |
| 12         | 14         | 8          | Tragaltar des Adelvoldus                                                                             | 11. Jahrhundert (Ende)                                       | Kunstgewerbemuseum Berlin, W 8                                                                                  | im Inventar von 1482 erwähnt | Abb.      |
| 14         | 15         | 14         | Tragaltar mit Bergkristallsäulen                                                                     | 12. Jahrhundert (Anfang)                                     | Kunstgewerbemuseum Berlin, W 9                                                                                  | im Inventar von 1482 erwähnt | Abb.      |
| 4          | 16         | 16         | Reliquienkreuz auf Kreuzfuß mit Löwen, Standkreuz von drei Löwen getragen                            | 12. Jahrhundert (Anfang)                                     | Kunstgewerbemuseum Berlin, W 10                                                                                 | aus dem Cyriakusstift |           |
| 19         | 17         | 12         | Tragaltar des Eilbertus                                                                              | 1150/1160                                                    | Kunstgewerbemuseum Berlin, W 11                                                                                 | im Inventar von 1482 erwähnt |           |
| 17         | 18         | 17         | Tragaltar mit den Kardinaltugenden                                                                   | 1150/1160                                                    | Kunstgewerbemuseum Berlin, W 12                                                                                 | Werk des Eilbertus von Köln, im Inventar von 1482 erwähnt                                                                                         | Abb.      |
| 25         | 19         | 20         | Furniertes Holzkästchen mit Emailplatte                                                              | 1150/1160                                                    | Robert von Hirsch Collection; Sotheby’s 22. Juni 1978, Lot 228; Braunschweig, Herzog Anton Ulrich-Museum, MA352 | Werk des Eilbertus, im Inventar von 1482 erwähnt                                                                                                  |           |
| 24         | 20         | 18         | Schrein der Heiligen Walpurgis, Walpurgiskasten                                                      | 1160/1170                                                    | Kunstgewerbemuseum Berlin, W 13                                                                                 | Werk der Eilbertus-Schule, im Inventar von 1482 erwähnt                                                                                           | Abb.      |
| 18         | 21         | 19         | Tragaltar mit Abraham und Melchisedech                                                               | 12. Jahrhundert (Ende)                                       | Kunstgewerbemuseum Berlin, W 14                                                                                 | |           |
| 23         | 22         | 13         | Kuppelreliquiar                                                                                      | 1175 (ungefähre Angabe)                                      | Kunstgewerbemuseum Berlin, W 15                                                                                 | Commons : Kuppelreliquiar (Welfenschatz) – Sammlung von Bildern, Videos und Audiodateien                                                          |           |
| 27         | 23         | 15         | Sog. Starkfarbiges Reliquiar, Starkfarbiger Reliquienkasten                                          | 12. Jahrhundert                                              | Kunstgewerbemuseum Berlin, W 16                                                                                 | |           |
| 26         | 24         | 38         | Kastenförmiges Reliquiar, Kleiner Reliquienkasten mit Grubenschmelz                                  | 13. Jahrhundert (1. Hälfte)                                  | Kunstgewerbemuseum Berlin, W 17                                                                                 | |           |
| 48         | 25         | 7          | Armreliquiar des hl. Sigismund                                                                       | 12. Jahrhundert                                              | Kunstgewerbemuseum Berlin, W 18                                                                                 | erwähnt im Inventar von 1482 |           |
| 44         | 26         | 23         | Armreliquiar des hl. Innocentius                                                                     | 12. Jahrhundert (Ende)                                       | Kunstgewerbemuseum Berlin, W 19                                                                                 | erwähnt im Inventar von 1482 |           |
| 44         | 27         | 21         | Armreliquiar des hl. Theodorus                                                                       | 12. Jahrhundert (Ende)                                       | Kunstgewerbemuseum Berlin, W 20                                                                                 | erwähnt im Inventar von 1482 |           |
| 43         | 28         | 22         | Armreliquiar des hl. Caesarius                                                                       | 12. Jahrhundert (Ende)                                       | Kunstgewerbemuseum Berlin, W 21                                                                                 | erwähnt im Inventar von 1482 |           |
| 49         | 29         | 51         | Armreliquiar des hl. Bartholomäus                                                                    | 14. Jahrhundert (Mitte)                                      | Kunstgewerbemuseum Berlin, W 22                                                                                 | erwähnt im Inventar von 1482 |           |
| 47         | 30         | 27         | Armreliquiar mit Aposteln, Armreliquiar mit Brustbildern Christi und der zwölf Apostel               | 1190 (ungefähre Angabe)                                      | Cleveland Museum of Art, 1930.739                                                                               | |           |
| 46         | 31         | 24         | Armreliquiar des hl. Laurentius                                                                      | 1175 (ungefähre Angabe)                                      | Kunstgewerbemuseum Berlin, W 23                                                                                 | | Abb.      |
| 65         | 32         | 25         | Monstranz mit der Patene des hl. Bernward, Patene des Heil. Bernward als Monstranz gefaßt            | 1180/90 (Patene) / 2. Hälfte 14. Jahrhundert (Monstranz)     | Cleveland Museum of Art, 1930.505                                                                               | erwähnt im Inventar von 1482 |           |
| 30         | 33         | 35         | Tragaltarförmiges Reliquiar aus Holz, mit Steinen besetzt                                            | 12. Jahrhundert                                              | Kunstgewerbemuseum Berlin, W 24                                                                                 | erwähnt im Inventar von 1482 | Abb.      |
| 28         | 34         | 36         | Truhenförmiges Reliquiar                                                                             | 12. oder 13. Jahrhundert                                     | Kunstgewerbemuseum Berlin, W 25                                                                                 | erwähnt im Inventar von 1482, zusammen mit 1930 Nr. 35 ursprünglich bis 1467 ein Reliquiar für die Armreliquie des hl. Babylas (vgl. 1930 Nr. 80) |           |
| 29         | 35         | 37         | Truhenförmiges Reliquiar                                                                             | 12. Jahrhundert                                              | Kunstgewerbemuseum Berlin, W 26                                                                                 | erwähnt im Inventar von 1482, zusammen mit 1930 Nr. 34 ursprünglich bis 1467 ein Reliquiar für die Armreliquie des hl. Babylas (vgl. 1930 Nr. 80) |           |
| 82         | 36         | 11         | Glasfläschchen                                                                                       | 11. oder 12. Jahrhundert                                     | Verbleib unbekannt (1985)                                                                                       | |           |
| 22         | 37         | 33         | Tafelförmiger Tragaltar                                                                              | 12. Jahrhundert                                              | Kunstgewerbemuseum Berlin, W 27                                                                                 | aus Palästina? | Abb.      |
| 21         | 38         | 28         | Tafelförmiger Tragaltar                                                                              | 12. Jahrhundert                                              | Kunstgewerbemuseum Berlin, W 28                                                                                 | | Abb.      |
| 41         | 39         | 39         | Büstenreliquiar des hl. Cosmas, Kopfreliquiar des Heil. Cosmas                                       | 13. Jahrhundert (2. Hälfte)                                  | Kunstgewerbemuseum Berlin, W 29                                                                                 | |           |
| 42         | 40         | 46         | Büstenreliquiar des hl. Blasius, Kopfreliquiar des Heil. Blasius                                     | 14. Jahrhundert (2. Viertel)                                 | Kunstgewerbemuseum Berlin, W 30                                                                                 | | Abb.      |
| 39         | 41         | 43         | Plenar für die Sonntage                                                                              | 10. Jahrhundert, (Text)1326 (Einband)                        | Kunstgewerbemuseum Berlin, W 31                                                                                 | |           |
| 40         | 42         | 47         | Plenar Herzog Ottos des Milden                                                                       | 1339 (Einband), um 1330 (Text)                               | Kunstgewerbemuseum Berlin, W 32                                                                                 | |           |
| 37         | 43         | 45         | Buchförmiges Reliquiar mit Elfenbeintafel                                                            | 11. Jahrhundert (Elfenbeintafeln); 2. Hälfte 14. Jahrhundert | Cleveland Museum of Art, 1930.741                                                                               | | Abb.      |
| 50         | 44         | 50         | Armreliquiar des hl. Georg                                                                           | 1350 (ungefähre Angabe)                                      | Kunstgewerbemuseum Berlin, W 33                                                                                 | | Abb.      |
| 73         | 45         | 42         | Reliquienkapsel mit gravierter Verkündigung und Kruzifix                                             | 14. Jahrhundert (Anfang)                                     | Philadelphia Museum of Art, 1931-24-1                                                                           | |           |
| 77         | 46         | 71         | Reliquienkapsel mit Perlmuttrelief                                                                   | 15. Jahrhundert (Mitte)                                      | Bremen, Focke-Museum,                                                                                           | |           |
| 31         | 47         | 48         | Holzkasten mit Wappenmalerei                                                                         | 1320 (ungefähre Angabe)                                      | Kunstgewerbemuseum Berlin, W 34                                                                                 | |           |
| 5          | 48         | 41         | Veltheim-Kreuz                                                                                       | 14. Jahrhundert                                              | Art Institute of Chicago, 1962.92                                                                               | |           |
| 61         | 49         | 54         | Kleine dreitürmige Reliquienmonstranz                                                                | 14. Jahrhundert (2. Hälfte)                                  | Bremen, Sammlung Ludwig Roselius                                                                                | 1945 durch Luftangriff verlorengegangen |           |
| 6          | 50         | 44         | Standkreuz                                                                                           | 1325 (ungefähre Angabe)                                      | Art Institute of Chicago, 1931.263                                                                              | |           |
| 64         | 51         | 53         | Reliquienostensorium, Reliquienmonstranz mit Elfenbeinreliefs                                        | 14. Jahrhundert (Ende)                                       | Kunstgewerbemuseum Berlin, W 35                                                                                 | | Abb.      |
| 70         | 52         | 55         | Turmförmige Reliquienmonstranz                                                                       | 14. Jahrhundert (2. Hälfte)                                  | Verbleib unbekannt (1985)                                                                                       | |           |
| 7          | 53         | 63         | Reliquienkreuz auf Fuss                                                                              | 1400 (ungefähre Angabe)                                      | Kunstgewerbemuseum Berlin, W 36                                                                                 | |           |
| 69         | 54         | 73         | Kirchenförmige Reliquienmonstranz                                                                    | 15. Jahrhundert                                              | Art Institute of Chicago, 1938.1956                                                                             | |           |
| 63         | 55         | 49         | Tabernakel mit thronender Maria mit Kind, Klappaltärchen auf Fuss mit elfemnbeinerner Madonnenstatue | 14. Jahrhundert                                              | Kunstgewerbemuseum Berlin, W 37                                                                                 | mit Elfenbeinstatuette, Zur Inschrift |           |
| 67         | 56         | 74         | Scheibenförmige Monstranz mit Finger der Heil. Christina                                             | 15. Jahrhundert (2. Hälfte)                                  | Art Institute of Chicago, 1962.90                                                                               | |           |
| 66         | 57         | 72         | Reliquienmonstranz mit Kreuzigungsrelief aus Perlmutter                                              | 15. Jahrhundert (2. Hälfte)                                  | Gustav Oberlander; Braunschweig, Herzog Anton Ulrich-Museum, MA350                                              | |           |
| 68         | 58         | 76         | Pyxis mit Zinnbeschlag, auf Fuss                                                                     | 14. Jahrhundert                                              | Art Institute of Chicago, 62.93                                                                                 | |           |
| 60         | 59         | 56         | Ostensorium mit Reliquie des hl. Blasius, Monstranz mit Reliquie ds Heil. Blasius                    | 14. Jahrhundert (2. Hälfte)                                  | Kunstgewerbemuseum Berlin, W 44                                                                                 | |           |
| 58         | 60         | 59         | Monstranz mit dem Zahn Johannis des Täufers                                                          | 1375 bis 1400 (Monstranz), um 1000 (Bergkristall-Vase)       | Art Institute of Chicago, 1962.91                                                                               | enthält eine fatimidische Bergkristall-Vase |           |
| 57         | 61         | 57         | Reliquienmonstranz mit Kuppeldach                                                                    | 14. Jahrhundert (Ende)                                       | Art Institute of Chicago, 1938.1957                                                                             | handschriftliche Preisangabe im Katalog: 3600, tatsächlich gezahlt wurden 4000 Dollar.                                                            |           |
| 54         | 62         | 64         | Monstranz mit dem Finger des Hl. Valerius                                                            | 1400 (ungefähre Angabe)                                      | Gustav Oberlander; Houston, Museum of Fine Arts, 70.16                                                          | | Abb.      |
| 59         | 63         | 65         | Fronleichnams-Monstranz                                                                              | 1400 (ungefähre Angabe)                                      | Göteborg, Röhsska Konstslöjdmuseet RKM 76-34                                                                    | |           |
| 56         | 64         | 66         | Monstranz mit dem Finger Johannes des Täufers                                                        | 1400 (ungefähre Angabe)                                      | Kansas City, Nelson-Atkins Museum of Art, 31.71                                                                 | |           |
| 55         | 65         | 82         | Monstranz mit Reliquie des Hl. Sebastian                                                             | 1484                                                         | Cleveland Museum of Art, 1931.65                                                                                | Geschenk des Kunsthändler-Konsortiums an das Museum                                                                                               |           |
| 9          | 66         | 67         | Reliquienkreuz                                                                                       | 15. Jahrhundert                                              | Bremen, Sammlung Friedrich Roselius                                                                             | Beschreibung, 1945 durch Luftangriff verlorengegangen                                                                                             |           |
| 10         | 67         | 68         | Kleines Reliquienkreuz                                                                               | 15. Jahrhundert                                              | Bremen, Sammlung Friedrich Roselius                                                                             | 1945 durch Luftangriff verlorengegangen |           |
| 11         | 68         | 52         | Kleines Reliquienkreuz                                                                               | 14. Jahrhundert                                              | Kansas City, Nelson-Atkins Museum of Art, 31.72                                                                 | | Abb.      |
| 74         | 69         | 69         | Agnus Dei-Kapsel, Agnus Dei mit Veronikabild                                                         | 14. Jahrhundert                                              | Bremen, Focke-Museum,                                                                                           | |           |
| 76         | 70         | 70         | Reliquienkapsel mit Halbfigur der Madonna                                                            | 15. Jahrhundert (Mitte)                                      | Bremen | |           |
| 75         | 71         | 75         | Agnus Dei-Kapsel, Agnus Dei mit Anna Selbdritt                                                       | 15. Jahrhundert (2. Hälfte)                                  | Kunstgewerbemuseum Berlin, W 38                                                                                 | | Abb       |
| 62         | 72         | 58         | Kleine Reliquienmonstranz mit Fialenschmuck                                                          | 14. Jahrhundert (Ende)                                       | Art Institute of Chicago, 38.1958                                                                               | |           |
| 71         | 73         | 78         | Ciborienförmiges Reliquiar mit Turmaufsatz                                                           | 15. Jahrhundert                                              | Verbleib unbekannt (1985)                                                                                       | |           |
| 72         | 74         | 77         | Ciborienförmiges Reliquiar mit Kruzifixus                                                            | 15. Jahrhundert                                              | Göteborg, Röhsska Konstslöjdmuseet RKM 77-34                                                                    | |           |
| 81         | 75         | 84         | Gedrehtes Deckelgefäß (Mazer Reliquary)                                                              | 15. Jahrhundert                                              | Paul Capton 1930; Verbleib unbekannt (1985)                                                                     | |           |
| 32         | 76         | 60         | Bemaltes Holzkästchen                                                                                | spätmittelalterlich                                          | Verbleib unbekannt (1985)                                                                                       | |           |
| 36         | 77         | 85         | Gedrehte Deckelbüchse                                                                                | spätmittelalterlich                                          | Kunstgewerbemuseum Berlin, W 39                                                                                 | | Abb.      |
| 53         | 78         | 80         | Hölzernes Armreliquiar der hl. Maria Magdalena                                                       | 15. Jahrhundert                                              | Kunstgewerbemuseum Berlin, W 40                                                                                 | |           |
| 52         | 79         | 81         | Hölzernes Armreliquiar eines der Zehntausend Krieger                                                 | 15. Jahrhundert                                              | Kunstgewerbemuseum Berlin, W 41                                                                                 | |           |
| 51         | 80         | 79         | Armreliquiar des hl. Babylas                                                                         | 1467                                                         | Philadelphia Museum of Art, 1951-12-1                                                                           | erst 1951 vom Museum erworben |           |
| 8          | 81         | 83         | Großes Reliquienkreuz                                                                                | 1483                                                         | Kunstgewerbemuseum Berlin, W 42                                                                                 | Großes Reliquienkreuz im Katalog des Kulturgutschutzes Deutschland; Beschreibung und Inschrift in Deutsche Inschriften Online.                    |           |
| 79         | 82         | 62         | Reliquienstatuette des hl. Blasius                                                                   | 1400 (ungefähre Angabe)                                      | Kunstgewerbemuseum Berlin, W 43                                                                                 | |           |

## Objekte außerhalb des Katalogs
| Nr. (1891) | Nr. (1930) | Nr. (1985) | Bezeichnung                         | Entstehungszeit                                        | Verbleib                                                               | Bemerkung                                                                               | Abbildung |
| ---------- | ---------- | ---------- | ----------------------------------- | ------------------------------------------------------ | ---------------------------------------------------------------------- | --------------------------------------------------------------------------------------- | --------- |
|            |            | 26         | Evangeliar Heinrichs des Löwen      | 1173 bis 1175 (Frühdatierung); um 1188 (Spätdatierung) | Wolfenbüttel, Herzog August Bibliothek, Codex Guelf. 105, Noviss. 2° a | Commons : Gospels of Henry the Lion – Sammlung von Bildern, Videos und Audiodateien     |           |
|            |            | 5          | Armreliquiar des hl. Blasius        |                                                        | Braunschweig, Herzog Anton Ulrich-Museum, MA60                         | Commons : Arm reliquary of Saint Blaise – Sammlung von Bildern, Videos und Audiodateien |           |
|            |            |            | / Horn with Animals in Vine Scrolls | 11. Jahrhundert                                        | Baltimore, Walters Art Museum                                          | Olifant, Herkunft unsicher                                                              |           |
|            |            | 10         | Jagdhorn                            | 11. Jahrhundert                                        | Braunschweig, Herzog Anton Ulrich-Museum, MA/L5                        | Olifant                                                                                 |           |

## Kulturgutschutz
Am 4. April 2014 leitete das Land Berlin das Verfahren zur Eintragung der 44 Berliner Stücke in das Verzeichnis des national wertvollen Kulturguts nach dem Kulturgutschutzgesetz ein. Die Eintragung erfolgte am 6. Februar 2015. Damit ist die Ausfuhr der Berliner Sammlung oder einzelner Teile davon nur mit ministerieller Genehmigung möglich.